# Astragalus congdonii
Astragalus congdonii är en ärtväxtart som beskrevs av Sereno Watson. Astragalus congdonii ingår i släktet vedlar, och familjen ärtväxter. Inga underarter finns listade i Catalogue of Life.

## Bildgalleri

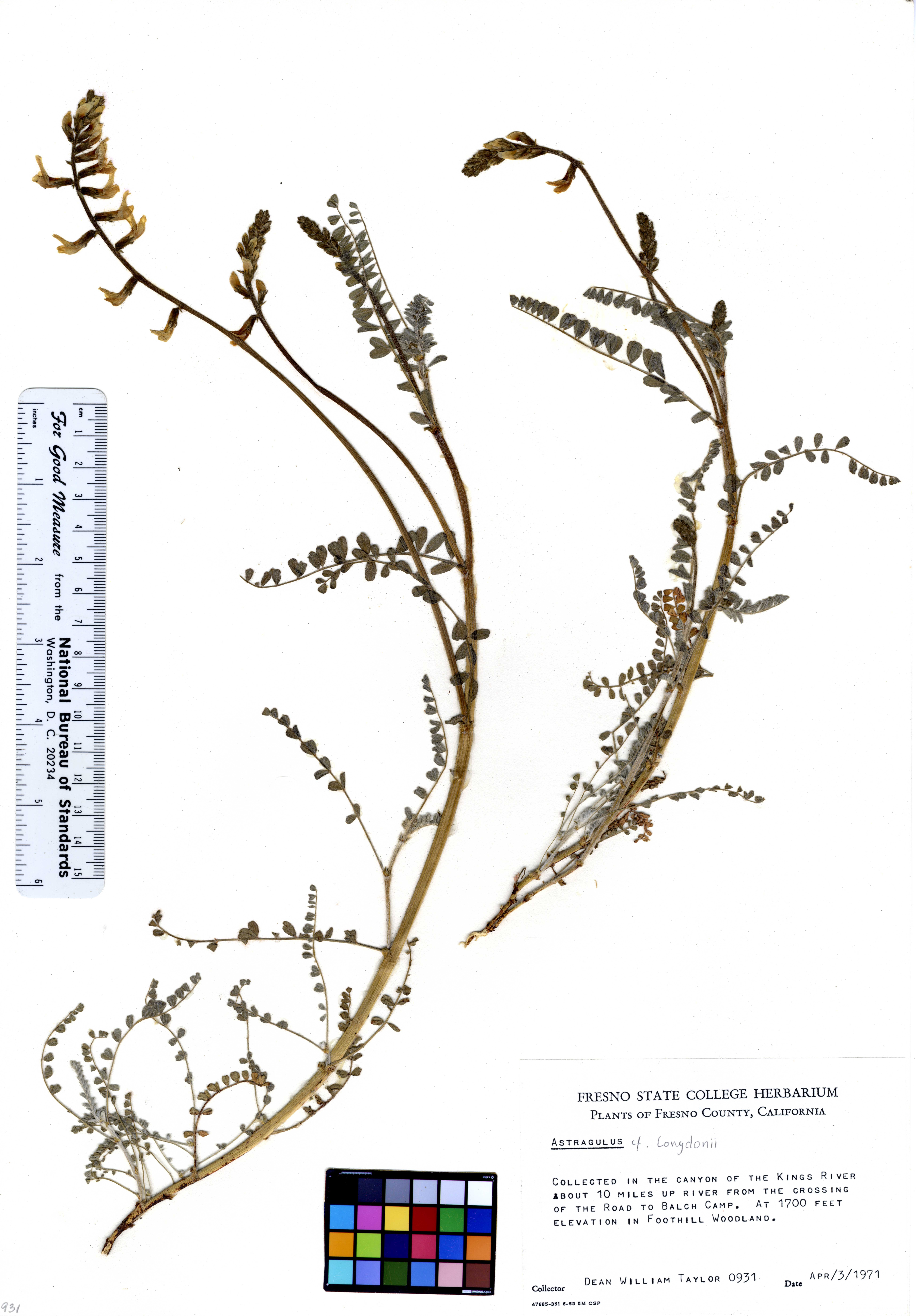